# Kontaminace podzemních vod v Hinkley
V letech 1952 až 1966 probíhala v kalifornském městě Hinkley kontaminace podzemních vod společností Pacific Gas and Electric Company (PG&E). Firma uskladnila přibližně 370 milionů galonů (přibližně 1,4 mld. litrů) vody s příměsí karcinogenního šestimocného chromu do nezastřešených rezervoárů, ze kterých následně začala prosakovat do podzemních vod.
V roce 1993 zahájila právnička Erin Brockovichová vyšetřování zdravotních dopadů kontaminace ve městě Hinkley. Obyvatelé města podali hromadnou žalobu kvůli zdravotním potížím, které byly kontaminací způsobeny. V roce 1996 bylo soudní řízení ukončeno mimosoudním vyrovnáním ve výši 333 milionů dolarů. V přepočtu přibližně 612 milionů dolarů v roce 2022. Od té doby počet obyvatel Hinkley výrazně klesl – natolik, že deník The New York Times v roce 2016 popsal město jako místo, které se pomalu mění v město duchů.

## Historie
Na počátku 50. let 20. století postavila společnost PG&E své první dvě kompresorové stanice, a to v Topocku v Arizoně a v Hinkley v Kalifornii. Stanice byly na jižním konci transkalifornské přepravní soustavy zemního plynu, sítě osmi kompresorových stanic propojených pomocí 64 000 km distribučního potrubí a 9 700 km přepravního potrubí. Od Bakersfieldu až k hranicím Oregonu tato síť obsluhovala 4,2 milionu zákazníků. V kompresorových stanicích Topocku a Hinkley se jako inhibitor rzi v chladicích věžích používal šestimocný chrom, který byl následně ukládán v blízkosti kompresorových stanic. Přestože ke skládkování docházelo v letech 1952 až 1966, společnost PG&E o kontaminaci informovala místní vodohospodářskou radu až 7. prosince 1987.
V roce 1993 se právní koncipientka Erin Brockovichová, spolupracující s právníkem Edwardem L. Masrym, začala zabývat podezřelým výskytem onemocnění v komunitě, které byly spojovány s kontaminací šestimocným chromem. Díky společnému úsilí L. Masryho a Brockovichové došlo v roce 1996 k mimosoudnímu vyrovnání mezi společností PG&E a obyvateli města Hinkley.  Výše odškodnění byla 333 milionů dolarů. V té době šlo o největší finanční vyrovnání v rámci hromadné žaloby v historii Spojených států.